# Longitarsus litangana
Longitarsus litangana es un coleóptero de la familia Chrysomelidae. Fue descrita científicamente en 1992 por Wang.